# 閨房
闺房是指女性的私人卧室。在中國一般指的是未出嫁的女性的私人臥室。有時已出嫁的女性臥室也可以稱為閨房。閨房一般只有女眷、丈夫和自己的孩子才能入內。